# Saint-Junien-la-Bregère
Saint-Junien-la-Bregère är en kommun i departementet Creuse i regionen Nouvelle-Aquitaine i de centrala delarna av Frankrike. Kommunen ligger i kantonen Royère-de-Vassivière som tillhör arrondissementet Aubusson. År 2022 hade Saint-Junien-la-Bregère 144 invånare.

## Befolkningsutveckling
Antalet invånare i kommunen Saint-Junien-la-Bregère
Referens:INSEE